# Napoleon Chagnon
Napoleon Chagnon (ur. 27 sierpnia 1938 w Port Austin, zm. 21 września 2019 w Traverse City) – amerykański antropolog; był profesorem Uniwersytetu Kalifornijskiego w Santa Barbara.

## Życiorys
Od 1960 badał kulturę Janomamów. Jego książka „Yanomamö: Dzicy Ludzie” (wyd. 1968) w ciągu następnych dziesięcioleci osiągnęła łączny nakład ok. miliona egzemplarzy, stając się klasyczną pracą, czytaną przez amerykańskich studentów antropologii. Chagnon w swojej książce postawił kontrowersyjną tezę: twierdził, że wyższy status społeczny w plemieniu Janomamów (wyróżniającym się częstym stosowaniem przemocy wobec współplemieńców) mają ci jego członkowie, którzy wykazują większą skłonność do stosowania przemocy. Próbował również tę tezę rozszerzyć na całą ludzkość. Z powodu tej i innych kontrowersyjnych tez stawianych przez Chagnona, został on w 2000 oskarżony o nadużycia badawcze oraz wywołanie epidemii odry wśród Janomamów. W 2002 specjalnie powołana komisja Amerykańskiego Towarzystwa Antropologicznego oczyściła Chagnona ze stawianych mu zarzutów wywołania epidemii odry.

## Książki
- Yanomamö: The Fierce People, 1968
- Yanomamo – The Last Days Of Eden, 1992
- Adaptation and Human Behavior: An Anthropological Perspective (razem z Lee Cronkiem i Williamem Ironsem), 2002